# Ptenopus garrulus

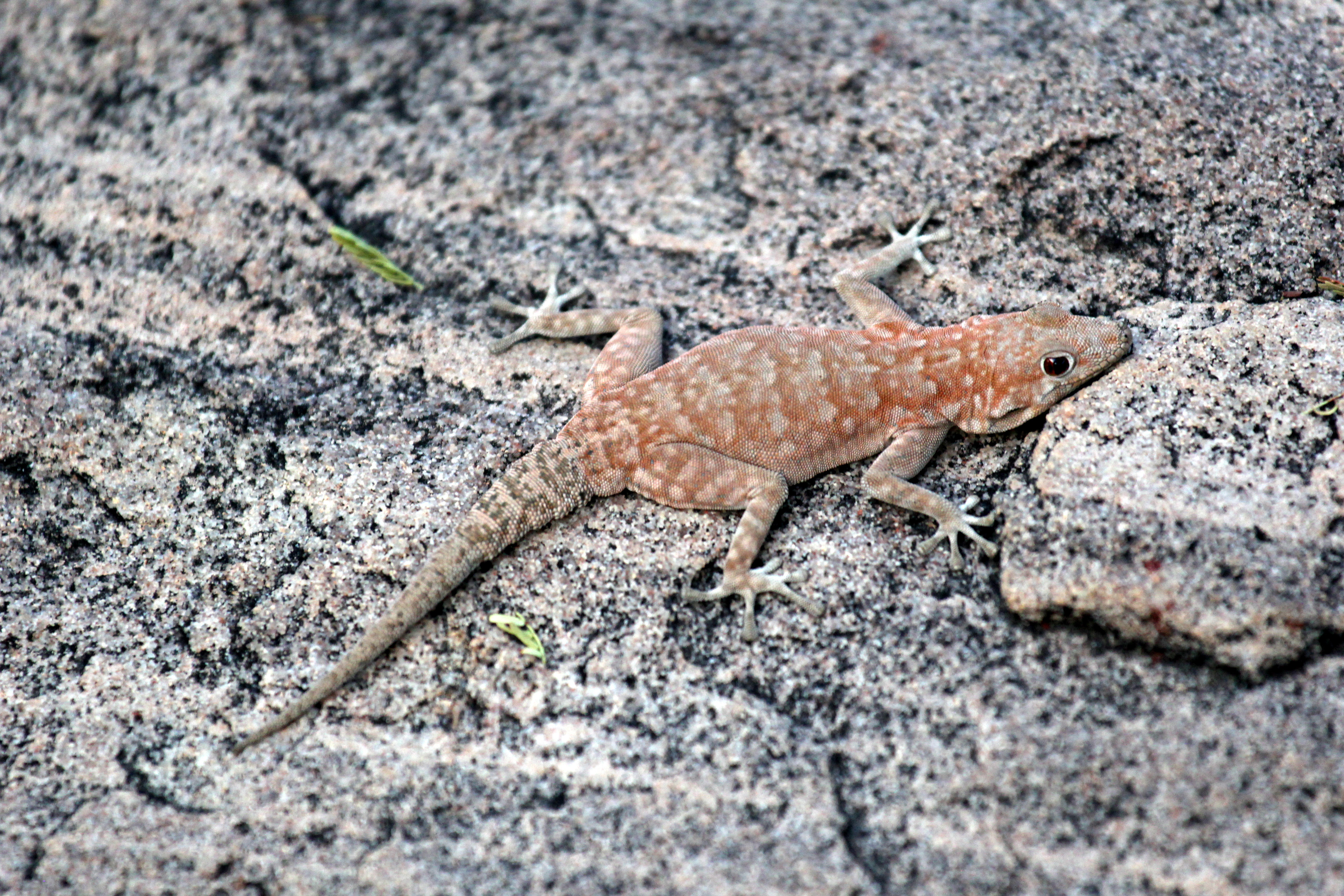
Ptenopus garrulus, Damaraland, Namibia

Ptenopus garrulus là một loài thằn lằn trong họ Gekkonidae. Loài này được Smith mô tả khoa học đầu tiên năm 1849.